# Just Dance: Disney Party 2
Just Dance: Disney Party 2 est un jeu vidéo de rythme développé par Ubisoft San Francisco et édité par Ubisoft, commercialisé en octobre 2015 sur les consoles Wii, Wii U, Xbox 360 et Xbox One.
Le 20 août 2015, Disney et Ubisoft annoncent le contenu et la sortie pour Noël 2015 du jeu Just Dance: Disney Party 2 présenté lors du D23.

## Liste des titres
Le jeu comprend 32 morceaux de musique.
| Chanson                      | Artiste                                                                                | Série TV/Film                        | Année |
| ---------------------------- | -------------------------------------------------------------------------------------- | ------------------------------------ | ----- |
| A Billion Hits               | Ross Lynch                                                                             | Austin et Ally                       | 2011  |
| Be Our Guest                 | Cast of Descendants                                                                    | Descendants                          | 2015  |
| Better in Stereo             | Dove Cameron                                                                           | Liv et Maddie                        | 2013  |
| Can You Feel It              | Ross Lynch                                                                             | Austin et Ally                       | 2012  |
| Chasin' the Beat of My Heart | Ross Lynch                                                                             | Austin et Ally                       | 2013  |
| Cruisin' for a Bruisin       | Ross Lynch, Jason Evigan & Grace Phipps                                                | Teen Beach Movie                     | 2013  |
| Did I Mention                | Jeff Lewis                                                                             | Descendants                          | 2015  |
| En Mi Mundo                  | Martina Stoessel                                                                       | Violetta                             | 2012  |
| Evil Like Me                 | Kristin Chenoweth et Dove Cameron                                                      | Descendants                          | 2015  |
| Falling For Ya               | Jordan Fisher et Chrissie Fit                                                          | Teen Beach 2                         | 2015  |
| Gotta Be Me                  | Ross Lynch, Maia Mitchell, Garrett Clayton, Grace Phipps, John DeLuca et Jordan Fisher | Teen Beach 2                         | 2015  |
| Had Me @ Hello               | Olivia Holt                                                                            | Skylar Lewis : Chasseuse de monstres | 2012  |
| Hoy Somos Mas                | Cast of Violetta                                                                       | Violetta                             | 2015  |
| Keep It Undercover           | Zendaya                                                                                | Agent K.C.                           | 2015  |
| Me & You                     | Laura Marano                                                                           | Austin & Ally                        | 2014  |
| Right Where I Want To Be     | Garrett Clayton et Grace Phipps                                                        | Teen Beach 2                         | 2015  |
| Rotten to the Core           | Dove Cameron, Cameron Boyce, Booboo Stewart & Sofia Carson                             | Descendants                          | 2015  |
| Set It Off                   | Cast of Descendants                                                                    | Descendants                          | 2015  |
| Take on the World            | Rowan Blanchard & Sabrina Carpenter                                                    | Le Monde de Riley                    | 2014  |
| That's How We Do             | Ross Lynch, Maia Mitchell, Garrett Clayton et Grace Phipps                             | Teen Beach 2                         | 2015  |
| Time of Our Lives            | Olivia Holt                                                                            | C'est pas moi !                      | 2014  |
| Too Much                     | Zendaya                                                                                | Zapped : Une application d'enfer !   | 2014  |
| Twist Your Frown Upside Down | Ross Lynch, Maia Mitchell, Garrett Clayton & Grace Phipps                              | Teen Beach 2                         | 2015  |
| What A Girl Is               | Dove Cameron                                                                           | Liv et Maddie                        | 2015  |
| You, Me & the Beat           | Dove Cameron                                                                           | Liv et Maddie                        | 2013  |